# Éves beszámoló
Az éves beszámoló egy olyan számviteli összeállítás, amely bemutatja az érdekelt felek (tulajdonosok, befektetők, hitelezők) számára egy vállalkozás vagyoni helyzetét és eredményességét egy adott üzleti év lezárultával. Az éves beszámolót letétbe kell helyezni a cégbíróságon, tartalma nyilvános.
A magyar számviteli törvény szerint az éves beszámoló tartalma:
- mérleg,
- eredménykimutatás,
- kiegészítő melléklet.

Az üzleti jelentés nem része az éves beszámolónak, de elkészítését szintén a számviteli törvény szabályozza.
Az IFRS szerint a fentieken kívül az éves beszámolónak tartalmaznia kell még 
- a cash-flow kimutatást, illetve
- a saját tőke változását is.

(A magyar számviteli törvény szerint ezek a kiegészítő melléklet kötelező elemei).